# 하음 김씨
하음 김씨(河陰金氏)는 인천광역시 강화군 하점면을 본관으로 하는 한국의 성씨이다.

## 참고 자료
- “하음김씨(河陰金氏)”. 뿌리를 찾아서.[깨진 링크(과거 내용 찾기)]